# Ed McMahon
Edward Leo Peter Ed McMahon, Jr. (Detroit, 6 de marzo de 1923 - Los Ángeles, 23 de junio de 2009) fue un comediante, presentador de programas de juegos, y locutor estadounidense. Fue famoso por su trabajo en la televisión como compañero de Johnny Carson (1925-2005) y locutor del programa The Tonight Show (entre 1962 y 1992). También presentó la versión original del show Star Search entre 1983 y 1995. Fue copresentador de TV’s Bloopers & Practical Jokes con Dick Clark entre 1982 y 1998. También presentó sorteos de la empresa de venta directa American Family Publishers (y no, como se cree comúnmente, de su principal rival Publishers Clearing House).
McMahon anualmente copresentaba la Jerry Lewis Labor Day Telethon (teletón de Jerry Lewis en el Día del Trabajo). Actuó en numerosos anuncios de televisión, sobre todo para la cerveza Budweiser. En los años setenta y ochenta era el presentador principal al que acompañaba un equipo de personalidades de la NBC que realizaban la cobertura de la Macy's Thanksgiving Day Parade (desfile del Día de Acción de Gracias de Macy).
McMahon apareció en varias películas, incluyendo The Incident, Fun with Dick and Jane, Full Moon High, Butterfly, y una breve aparición en la película Bewitched. Según Entertainment Weekly, McMahon es considerado uno de los más grandes actores "compinches" (sidekick).
McMahon estudió en la Universidad Católica de América, graduándose en comunicación oral y arte dramático en 1949. 

## «The Tonight Show»
McMahon y Johnny Carson trabajaron juntos por primera vez como locutores y presentadores en el programa de juegos diurno Who Do You Trust? (¿En quién confías?) entre 1957 y 1962. En 1962, McMahon y Carson abandonaron la serie para unirse a The Tonight Show. Él describió lo que sucedió cuando se encontraron por primera vez, el encuentro fue «... casi tan emocionante como ver un cambio de semáforo».
Durante más de 30 años, McMahon introdujo el Tonight Show con un interminable «Here's Johnny!» (¡aquí está Johnny!). Su vozarrón y su risa constante junto al "Rey de la noche", McMahon ganó el apodo de "Laugh Track Human" y "Toymaker to the King".
Como parte de la introducción de The Tonight Show, McMahon pronunciaba su nombre en voz alta, pronunciando como /mɨkmeɪ.ən/, pero ni su compañero de tanto tiempo Johnny Carson ni cualquier otra persona que lo entrevistó alguna vez pareció reconocer esa sutileza, por lo general pronunciando su nombre /mɨkmæn/.

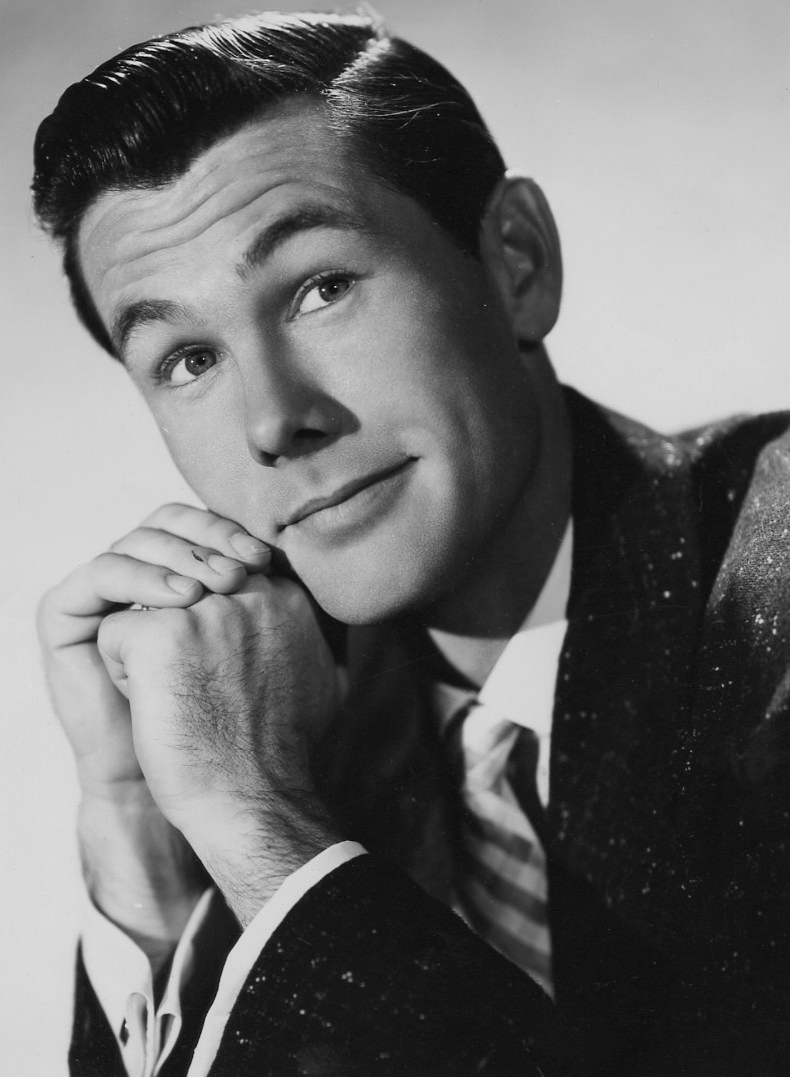
Johnny Carson (1925-2005) en 1957.

El extrovertido McMahon sirvió como contrapeso al notoriamente tímido Carson. Sin embargo, McMahon dijo una vez a un entrevistador que después de sus muchas décadas como maestro de ceremonias, todavía sentía "mariposas en el estómago" cada vez que entraba en escena, y usaba ese nerviosismo como fuente de energía.

## Familia
McMahon se casó con Alyce Ferrill el 5 de julio de 1945, mientras se desempeñaba como instructor de vuelo en la Infantería de Marina.
La pareja tuvo cuatro hijos: Claudia (1946-), Michael Edward (1951-1995), Linda y Jeffrey.
En 1972 se separaron y en 1974 se divorciaron.
McMahon se casó con Victoria Valentine el 6 de marzo de 1976.
En 1985 adoptaron una hija, Katherine Mary.
La pareja se divorció en 1989.
McMahon pagó 50 000 dólares al mes en gastos de manutención de su excónyuge e hijos.
El 22 de febrero de 1992, tres meses antes de que terminara su Tonight Show, en una ceremonia que tuvo lugar cerca de Las Vegas, McMahon se casó con Pamela Pam Hurn, una mujer de 37 años de edad que tenía un hijo llamado Lex. Katherine McMahon (hija de Ed) fue uno de los testigos en la boda. McMahon adoptó al hijo de Pam, quien adoptó el nombre de Lex McMahon. Pam Hurn McMahon enviudó en 2009 con la muerte de Ed McMahon, y dio un discurso en su funeral.

## Filmografía

### Películas de cine

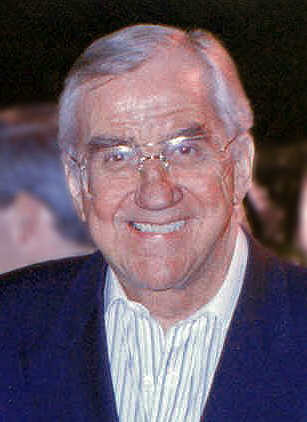
McMahon en el estreno de la película Air America, en 1990.

- 1955: Dementia como narrador (solo voz).
- 1967: The incident, como Bill Wilks.
  - El incidente.
- 1973: Slaughter’s big rip-off, como Duncan.
  - Masacre.
- 1977: Fun with Dick and Jane, como Charlie Blanchard.
  - Roba bien sin mirar a quién.
- 1977: The last remake of Beau Geste, como el jinete árabe.
  - Mi bello legionario
  - La última aventura de Beau Geste (en Argentina).
  - La más loca, loca aventura de Beau Geste (en México).
- 1981: Full moon high como papá (coronel William P. Walker).
- 1982: Butterfly, como Mr. Gillespie.
  - La marca de la mariposa (en España).
  - Mariposa (en Argentina y Venezuela).
- 1994: Burke's law como Big Hank Whittaker (1 episodio).
  - La ley de Burke.
- 1996: For which he stands, como gobernador
  - La ley de Las Vegas.
- 1997: Just write, como luncheon chairman
  - Loco por Amanda.
- 1998: Mixed blessings, como Baxter.
- 1999: The Vegas connection, como Al Ross.
- 2010: Jelly, como Mr. Closure.

### Películas y series de televisión
- 1950: Big top (series de televisión), como payaso.
- 1966: Frank Sinatra: a man and his music (parte II), programa de televisión
  - Frank Sinatra: un hombre y su música
- 1968: NBC Children's Theatre como narrador (1 episodio)
- 1970: Swing Out, Sweet Land como barman / anunciante.
- 1972: The ABC Comedy Hour (1 episodio).
- 1973: Here's Lucy (1 episodio), como Ed McCallister.
  - Aquí está Lucy.
- 1974: The Tonight Show Starring Johnny Carson (1 episodio)
- 1976: Ellery Queen, como Lamont Franklin (1 episodio).
- 1977: Lucy calls the president, como Floyd Whittaker.
- 1979: Legends of the superheroes (serie de televisión), como anfitrión.
- 1979: The kid from left field, como Fred Walker.
- 1980: Gridlock, como Henry Sherman.
- 1980: Momentos de oro, como Marvin 'Marv' Jordan.
- 1981: Fabricante de estrellas (The star maker), como Lou Parker.
- 1983: Johnny Carson’s 21st anniversary, como presentador.
- 1989: Newhart (1 episodio), como Frank Tuttle.
- 1993: The Larry Sanders show (1 episodio), como Ed McMahon.
  - El show de Larry Sanders.
- 1994: ''Burke's law (1 episodio), como Big Hank Whittaker.
  - La ley de Burke.
- 1994: Nurses (1 episodio) como el detective Salsbury.
- 1996: Bruno the Kid (1996)
- 1997: The Angry Beavers (1 episodio)
- 1997: Mission to the Big Hot Thingy/I Dare You
- 1997: The Tom Show (19 episodios, 1997-1998)
- 1998: The Ticket Scam (1998)
- 1998: Tom's Dream House
- 1998: The Band
- 1998: The Centerfold
- 1998: The Top Five
- 1999: Baywatch (1 episodio), como Sean.
- 2004: Higglytown Heroes (1 episodio), como Tugboat Captain Hero.